# Das Verschwinden der heiligen Barbara
Das Verschwinden der heiligen Barbara (portugiesisch: O Sumiço da Santa) ist der vorletzte Roman des brasilianischen Schriftstellers Jorge Amado, der 1988 in Rio de Janeiro erschien. Die Übertragung ins Deutsche von Kristina Hering kam 1990 in Berlin heraus.
Alles wird gut in dieser „Geschichte von Zauberei“. Die schöne talentierte Hutmacherin Dona Adalgisa – Dadá genannt – verliert ihre Migräne und deren Nichte Manela findet ihr Glück. Beide Bahianerinnen sind Nachfahren des Spaniers Perez y Perez, genannt Paco, und der Negerin Andreza von Yansã.
Die Geschichte spielt um 1970 in der Stadt Bahia: Die Göttin Oyá Yansã, bekleidet mit dem Umhang der heiligen Barbara, besucht Bahia. Kraft Zaubers rettet diese Frau des Donnergottes Xangô erstens dem jungen Pater Abelardo Galvão aus dem Sertão das Leben und schmiedet zweitens die Ehe der jungen hellhäutigen Mulattin Manela Perez Belini – einer Gymnasiastin – mit dem dunkelhäutigen Mulatten Miro, einem Taxichauffeur. Oyá Yansã bringt drittens die bereits neunzehn Jahre währende Ehe des ehemals fußballernden Dribbelkünstlers Danilo Correia, eines Mulatten, in Ordnung; nimmt Danilos kinderloser Gattin Adalgisa die Frigidität und löst viertens buchstäblich in letzter Minute einen vermeintlichen Kriminalfall: Der deutschstämmige Mönch Dom Maximiliano von Gruden, Direktor des Museums für sakrale Kunst im ersten Stockwerk des alten Klosters Santa Tereza, kann aufatmen. Das Bild der Heiligen Barbara – dieser „Schatz der brasilianischen Kunst“ aus dem 18. Jahrhundert – steht pünktlich zur Vernissage am Karsamstag an seinem vorbestimmten Platz in Bahia.

## Inhalt
Das Schiff aus Santo Amaro da Purificação soll das Bild der heiligen Barbara, eine Leihgabe des dortigen Vikars Pater Teófilo Lopes de Santana, Pater Téo genannt, zur Ausstellung religiöser Kunst nach Bahia bringen. Im Zielhafen an der Rampa do Mercado dann am Gründonnerstag wird nur noch das leere Bildergestell vorgefunden. Der Mönch Maximiliano weiß sich keinen anderen Rat; er bittet Dr. Calixto, Sekretär für Öffentliche Sicherheit des Staates Bahia, um Beistand. Der nächste Weg führt den Mönch in Panik zu seinem obersten Vorgesetzten, dem Weihbischof der Erzdiözese von Bahia, Rudolph Kluck. Maximiliano meldet den vermeintlichen Raub. Der Weihbischof weiß mehr. Des Bilderdiebstahls verdächtigt werden zwei Passagiere auf oben genannten Schiff. Das sind der Pater Abelardo Galvão, Vikar von Piaçava im Sertão und die Sr. Maria Eunice aus dem Kloster der Büßerinnen. Dort im Sertão habe sich der Ochlokrat Galvão – ein „Rasputin der Armen“ – an die Spitze der Besitzlosen gegen Joâozinho Costa, Grundbesitzer der Fazenda Santa Eliodora, gestellt. Also wurde der Vikar herbeizitiert. Seine Flügel sollen gestutzt, der Hals aber nicht abgeschnitten werden. Galvão und Maximiliano ziehen sich in die Abtei São Bento zurück. Derweil sucht die Zivilpolizei Bahia vergeblich nach den Bilderdieben ab.
Der Leser weiß viel besser als die oben erwähnten, im Dunkeln tappenden Herrschaften Bescheid. Die Göttin Oyá Yansã – von Jorge Amado ihrer Hautfarbe wegen gelegentlich die „Schwarze“ genannt – ist im Hafen dem Bild der heiligen Barbara entstiegen, lässt ein leeres Bildergestell zurück, geht durch Bahia und vollbringt in dieser Stadt ihre Wunder. So tritt sie in den Palast des Weihbischofs und steckt dem Würdenträger die Zunge heraus, lässt den Himmel über Bahia leuchten, erblitzen sogar und löst sich endlich in Finsternis auf. Die Göttin ist wegen Adalgisa und Manela gekommen. Das „Recht auf Leben und Liebe“ soll verkündet und durchgesetzt werden. Ein Anlass liegt vor. Manela hatte Miro am Donnerstag von Bomfim kennengelernt. Der rundum gelungene Auftritt des jungen Paares im Macumba-Schritt war im regionalen Fernsehen übertragen worden. Adalgisa, die ältere Schwester von Manelas verstorbener Mutter Dolores, seit Manelas dreizehnten Lebensjahr ihre Pflegemutter, hatte daraufhin die widerborstige Ziehtochter im Kloster von Lapa unterbringen lassen. Zusammen mit Adalgisas Beichtvater, dem Pater José Antônio Hernandez, hatte sie den schriftlichen Einweisungsbefehl beim Jugendrichter Dr. Mendes d’Ávila durchgesetzt. Als Danilo von der Wegsperrung erfährt, will er das Mädchen befreien. Vergeblich – seit Danilos Impotenz ärztlich diagnostiziert ist, dominiert Adalgisa die Ehe. Nur ein Wunder kann helfen. Jorge Amado schreibt: „Die Wunder sind Gott des Allmächtigen täglich Brot.“ Also muss die Göttin Oyá Yansã als Befreierin her: Wie es der Zufall will – Schwester Maria Eunice ist gerade Wächterin vom Dienst in jenem Kloster Lapa. Natürlich erkennt die Wächterin die Heilige, denn sie war ja mit ihr auf demselben Schiff nach Bahia gereist. Oyá Yansã weist einen perfekt gefälschten schriftlichen Befehl des Dr. d’Ávila zur Freilassung von Manela vor und löst sich dann später draußen vor der Befreiten lächelnd ins Nichts auf. Miro, vor der Klosterpforte, jubelt. Als Adalgisa und Pater José Antônio Hernandez empört bei Dr. d’Ávila vorsprechen, schiebt der Jurist die Schuld auf seinen Sekretär Seu Macedo. Nur dieser hat Zugriff zu den erforderlichen Dienstpapieren und Stempeln. Bevor die Göttin den Fall Adalgisa löst, rettet sie noch rasch den  Pater Abelardo Galvão. Der Latifundienbesitzer Joâozinho Costa hat den Killer Zé de Lírio auf den Geistlichen angesetzt. Der gutbezahlte Pistolenheld Zé de Lírio hat sein Ziel noch nie verfehlt. Da ist er bei Oyá Yansã an die falsche Gegnerin geraten. Die Göttin funktioniert das Handwerkszeug des sicheren Schützen flugs zur Wasserpistole für kleine Kinder um. Zé de Lírio verliert den Verstand. Die Flugreise zu einem Alibi-Ziel, sehr weit vom Tatort Bahia entfernt, hätte sich Joâozinho Costa sparen können.
Auf dem erzählerischen Höhepunkt des Romans wird Adalgisa ihre Migräne ein für alle Mal durch Oyá Yansãs Zauberschlag los. Zuvor wird P. José Antônio Hernandez, der wiederum Adalgisa begleitet, vom männlichen Gefolge der Göttin auf offener Straße seiner Kleider beraubt und verjagt. Passanten zeigen mit dem Finger auf den nackten Pater. Man kennt sich in Bahia. Ein Bekannter, der den Geistlichen verspottet, gibt ihm ein Narrenkleid als Notbekleidung für den Heimweg.
Der Zauberschlag schmerzt zwar ein wenig, doch Adalgisa wird auf einmal „ein feuriges Pferd des Verzauberten in der Runde der Heiligen.“ Die Geheilte bleibt glücklicherweise eine gute Katholikin. Wie könnte es bei dem Patriarchen Jorge Amado anders sein – patriarchalische Verhältnisse in der Ehe des ehemaligen Fußballstars Danilo werden restauriert. Die „gebändigte“ Adalgisa wird Danilos anspruchsvolle Bettgenossin. Adalgisa bleibt heiter und begrüßt die Heirat der Ziehtochter mit dem Taxichauffeur.
Gerade noch kurz vor der Vernissage verwandelt sich Oyá Yansã in das Bild der heiligen Barbara zurück und nimmt die fatale Leerstelle in der Ausstellung religiöser Kunst ein. Maximiliano von Gruden muss nicht demissionieren.

## Selbstzeugnis
Jorge Amado gesteht, er habe in dem Buch gegen Rassenvorurteile angeschrieben und sieht in der „Vermischung der Rassen“ einen möglichen Ausweg zu ihrer Überwindung. Er spricht sich in dem Kontext für eine „Mestizenkultur“ aus und meint damit eine „Mischung der Rassen und Kulturen“. Der Autor spezifiziert für seinen brasilianischen Schmelztiegel drei große Gruppen – Europäer, besonders aus Spanien und Portugal sowie „Sklaven aus Afrika“ und brasilianische „Ureinwohner“.

## Form
Obwohl die Handlung lediglich über zwei Tage vor Ostern um 1970 – „in den schlimmsten Jahren der Militärdiktatur“ – in Bahia läuft, wird unterwegs im Roman immer einmal Vorgeschichte hereingeholt und zum Romanschluss über den weiteren Lebensweg der Protagonisten geplaudert. Der Autor macht sich über die „anarchische Struktur“ seiner „langweiligen Betrachtungen“ mit den „umfangreichen Unterbrechungen“, die er flashbacks nennt, lustig.
Seine „Sittenchronik“, die Jorge Amado ihrer „zahlreichen Räume und Zeiten“ wegen als „verwickelt“ apostrophiert, muss streckenweise als Gesellschaftskritik, teilweise in herbe Satire verpackt, gelesen werden. Berichtet wird zum Beispiel von Francisco Pinto, der Pinochet einen Tyrannen nannte und dafür ins Gefängnis kam.
Die Inhaber der Macht benennen den Beginn der Militärdiktatur, also 1964, als das Jahr „unserer verdienstvollen Revolution“, in dem „Brasilien vor dem Kommunismus gerettet“ wurde. Für die brasilianische Presse, die seinerzeit den Maulkorb der Militärs trägt, ist die Barbara-Story das gefundene Fressen. Faschistisches Gedankengut ist bis zu Adalgisa vorgedrungen. Manelas Erzieherin nennt Hitler einen „genialen Volksführer“. Was Wunder? Adalgisas Beichtvater, der Falangist Pater José Antônio Hernandez, war als junger Mann vom Papst nach Brasilien geschickt worden.
Der Text steckt voller Nebengeschichten. Anrührend ist zum Beispiel die der unglücklichen Liebe der Studentin Patrícia zu dem Pater Galvão.
Jorge Amado kennt den Leser und muss ihn mitunter vertrösten. Falls dieser das Kapitel mit Adalgisas Entjungferung – erst in den Flitterwochen – nicht erwarten kann, dann muss – so empfiehlt der verständige Autor – das langweilige Vorher eben überblättert werden.

## Rezeption
- Hermann Brandt: Die heilige Barbara in Brasilien. Kulturtransfer und Synkretismus. Erlanger Forschungen. Reihe A, Geisteswissenschaften, Bd. 105. Verlag: Bibliothek Uni Erlangen, Erlangen 2003. 148 Seiten, illustriert. ISBN 3-930357-62-3 (Inhaltsverzeichnis)

## Deutschsprachige Literatur

### Erstausgabe
- Jorge Amado: Das Verschwinden der heiligen Barbara. Roman. Aus dem Portugiesischen von Kristina Hering. Volk und Welt, Berlin 1990 (Lizenzgeber: R. Piper & Co. München). 467 Seiten. ISBN 3-353-00665-6 (verwendete Ausgabe).

### Ausgaben
- Jorge Amado: Das Verschwinden der heiligen Barbara. Roman. Aus dem Portugiesischen von Kristina Hering. R. Piper & Co., München 1992. ISBN 3-353-00665-6

### Sekundärliteratur
- Erhard Engler: Jorge Amado. Der Magier aus Bahia. edition text + kritik. S. 150–153 (Reihe Schreiben andernorts, Hrsg. Renate Oesterhelt) München 1992, 180 Seiten, ISBN 3-88377-410-3